# Syracuse Orange

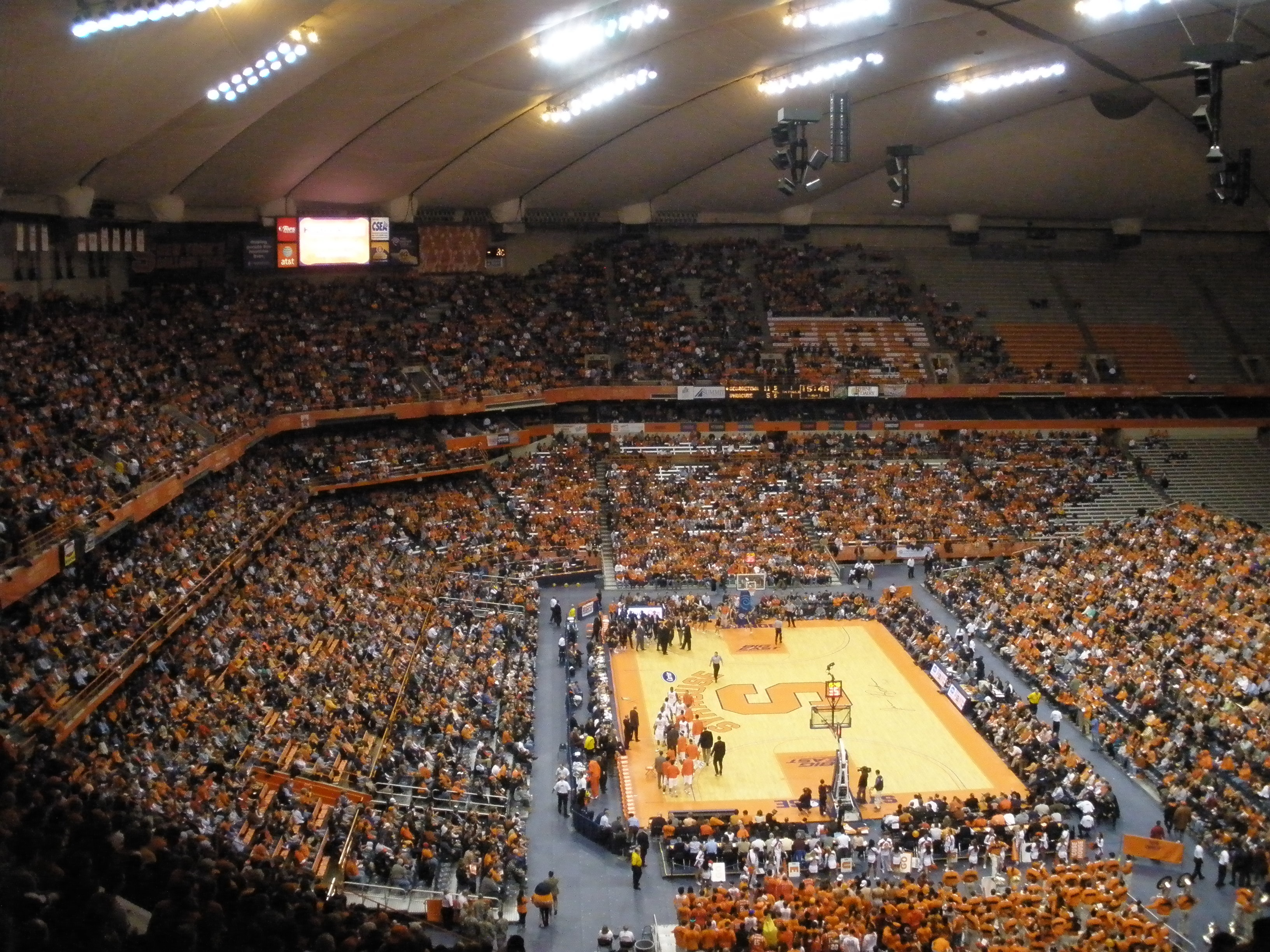
Partido de baloncesto en la cancha del JMA Wireless Dome (históricamente Carrier Dome).

Syracuse Orange (español: Naranjas de Syracuse) es el nombre de los equipos deportivos de la Universidad de Siracusa en Siracusa, Nueva York. Los equipos de los Orange participan en las competiciones universitarias organizadas por la NCAA, y forman parte de la Atlantic Coast Conference y de la College Hockey America en hockey sobre hielo femenino. Sus equipos fueron previamente conocidos, hasta 2004, como Orangemen y Orangewomen.
Notables deportistas como Carmelo Anthony, Jerami Grant, Dave Bing, Jim Brown, Derrick Coleman, Ernie Davis, Marvin Harrison, Donovan McNabb, Rony Seikaly, Gary Anderson o Michael Carter Williams han sido alumnos de esta universidad.

## Campeonatos nacionales
- Lacrosse masculino : 14 (1924, 1925, 1926, 1983, 1988, 1989, 1990, 1993, 1995, 2000, 2002, 2004, 2008 y 2009)
- Remo masculino : 6 (1908, 1913, 1916, 1920, 1959 y 1978)
- Baloncesto masculino : 3 (1918, 1926 y 2003)
- Campo a través masculino : 2 (1951 y 2015)
- Fútbol americano : 1 (1959)
- Hockey sobre césped femenino : 1 (2015)

## Deportes

### Baloncesto masculino
El equipo de baloncesto masculino, creado en el año 1899, ha sido campeón nacional en los años 1918, 1926 y 2003. Su primera aparición en una fase final del torneo de la NCAA fue en 1957.
La era moderna se inicia con la llegada al equipo del futuro miembro del Salón de la Fama Dave Bing, el cual, en su segundo año, llevó al equipo al National Invitation Tournament (NIT), y en su temporada sénior, en 1966, a la segunda aparición en la fase final de la NCAA, ganando la final regional.
Syracuse fue uno de los miembros fundadores de la Big East Conference en 1979, junto con Georgetown, St. John's y Providence. Syracuse y Georgetown dominaron la conferencia en su primera década de existencia.
Volvieron a la fase final de la NCAA en 1987 con Rony Seikaly, Sherman Douglas y el novato Derrick Coleman en sus filas, alcanzando la Final Four, cayendo ante Indiana en semifinales.
Aunque no entraban en las quinielas de pretemporada, en 2003, liderados por un gran Carmelo Anthony, consiguieron por fin su primer título de Campeón de la NCAA, derrotando en la final a la Universidad de Kansas.
Varios jugadores de los Orange han llegado a la NBA.
Estos son los números retirados por la universidad de Syracuse en su pabellón, el JMA Wireless Dome, y que no pueden ser usados por ningún otro jugador de la universidad:
| Número | Jugador             | Años             |
| ------ | ------------------- | ---------------- |
| 4      | Rony Seikaly        | 1984–1988        |
| 8      | Vic Hanson          | 1924–1927        |
| 15     | Carmelo Anthony     | 2002–2003        |
| 17     | Billy Gabor         | 1942–43, 1945–48 |
| 19     | Wilmeth Sidat-Singh | 1935–1938        |
| 20     | Sherman Douglas     | 1985–1989        |
| 22     | Dave Bing           | 1963–1966        |
| 22     | Dennis DuVal        | 1971–1974        |
| 30     | Billy Owens         | 1988–1991        |
| 31     | Pearl Washington    | 1983–1986        |
| 44     | Derrick Coleman     | 1986–1990        |
| 50     | Roosevelt Bouie     | 1976–1980        |
| 55     | Louis Orr           | 1976–1980        |